# KWG International Plaza
Le KWG International Plaza est un gratte-ciel de Nanning en Chine. Il s'élève à 228 mètres et sa construction a duré de 2013 à 2018.